# Maurizio Bassi
Maurizio Bassi (Milán, Italia 1960) es un productor y músico italiano, reconocido por haber sido el tecladista, fundador y líder del proyecto musical Baltimora y coautor de su mayor éxito, Tarzan Boy.

## Trayectoria
Bassi iniciaría su carrera musical a principio de los años 80 trabajando en los arreglos y composiciones de sencillos en conjunto con otros artistas.

### Baltimora
A comienzos de 1984, Bassi empezaría a dar forma a un nuevo proyecto musical. Para ello, reunió a los músicos: Giorgio Cocilovo y Claudio Bazzari, en guitarras eléctricas, Pier Michelatti en sintetizador, Gabriele Melotti en batería electrónica, Bassi se encargaba de los sintetizadores, programación, caja de ritmos y coros, luego contrataron al cantante norirlandes Jimmy McShane. De esta manera quedó conformado Baltimora, con quien publicaría 2 álbumes y varios sencillos hasta 1987, cuando decidió poner fin al proyecto tras el poco éxito del segundo álbum.
Tras Baltimora, continuó con sus trabajos como productor y arreglista de varios artistas natales como Eros Ramazzotti y Sergio Dalma.

## Discografía

### Solista
| Año  | Detalles del disco |
| ---- | --- |
| 1981 | Arrivederci / Di Tutto Un Pop - Tipo: Sencillo - Discográfica: Durium - Créditos: Calabrese, Bindi, Piccarreta y Bassi - Formatos: Disco de vinilo |

### Con Baltimora
Álbumes
- Living in the Background (1985)
- Survivor in Love (1987)

Sencillos
- Tarzan Boy (1985)
- Living in the Background (1985)
- Woody Boogie (1985)
- Juke Box Boy (1985)
- Key Key Karimba (1987)
- Survivor in Love (1987)
- Global Love (Con Linda Wesley) (1987)
- Call Me in the Heart of the Night (1987)